# Александра Цанака
Александра Димитриу Цанака (на гръцки: Αλεξάνδρα Δημητρίου Τσανάκα) е гръцки политик от Коалицията на радикалната левица (СИРИЗА), преминала по-късно в Народно единство.

## Биография
Родена е в 1965 година в македонския град Сяр. Завършва агрономия и геодезическо инженерство в Политехническото училище на Солунския университет в 1990 година. Тя е членка на Техническата камара на Гърция от 1990 година и работи като геодезистка. Кандидатира се със СИРИЗА за първи път на националните избори през 2009 година.
На парламентарните избори през януари 2015 година Цанака е избрана в гръцкия парламент с бюлетината на СИРИЗА от избирателния район Кавала. Член на координационния комитет на СИРИЗА в Кавала и на Антифашистката инициатива на Кавала.
Напуска СИРИЗА заедно с двадесет и четирима други дисиденти, създавайки партията Народно единство. На 21 август 2015 година е избрана отново за депутат от Народно единство.